# Alur, Channagiri
Alur là một làng thuộc tehsil Channagiri, huyện Davanagere, bang Karnataka, Ấn Độ.